# Moya Dyring
Moya Dyring (Coburg, 10 de febrero de 1909-Londres, 4 de enero de 1967) fue una artista australiana. Fue una de las primeras mujeres artistas en abrazar el modernismo y exhibir pinturas cubistas en Melbourne. Durante varios años fue miembro de la comunidad de arte moderno alrededor de Heide, el hogar de los coleccionistas de arte John y Sunday Reed, y ahora el Museo Heide de Arte Moderno. Luego viajó a Estados Unidos y Francia, donde vivió la mayor parte de su vida. Su trabajo se encuentra en el Museo Heide y en la Galería Nacional de Australia.

## Primeros años y educación
Moya Clare Dyring nació en Coburg, Victoria en 1909, la tercera hija de Carl Peter Wilhelm Dyring, médico, y su segunda esposa Dagmar Alexandra Esther, de soltera Cohn, ambos nacidos en Victoria. La familia se mudó a Brighton, un suburbio de Melbourne, en 1920. Moya se educó (1917-1927) en la escuela primaria para niñas de la Iglesia de Inglaterra Firbank, Brighton.
Después de visitar París en 1928, estudió en la Escuela de Arte de la Galería Nacional de Victoria (NGV por sus siglas en inglés), Melbourne, de 1929 a 1932, donde conoció a su futuro esposo Sam Atyeo, un artista residente en París. Después de asistir a la NGV, Moya estudió con George Bell en Bourke Street Studio School en Melbourne. Bell y Atyeo la animaron a experimentar con el modernismo.

## Carrera
Durante varios meses en 1937, se hizo cargo de Heide, la casa y el jardín en Bulleen, un suburbio de Melbourne, propiedad de los mecenas del arte John y Sunday Reed, que luego se convertiría en el Museo Heide de Arte Moderno. Sunday Reed había estudiado en la escuela de Bell al mismo tiempo que Dyring. Pronto se convirtió en parte de la comunidad de artistas que se desarrolló alrededor de Heide y desarrolló una fuerte amistad con Sunday y con la artista Joy Hester. El marido de Dyring, Sam Atyeo, tuvo una aventura extramatrimonial con Sunday Reed, y más tarde Dyring tuvo una aventura extramatrimonial con el marido de Sunday, John. Gran parte de lo que se sabe sobre la vida de Dyring proviene de sus cartas de toda la vida a Sunday Reed.
Tuvo una exitosa exposición individual en la Galería Riddell de Melbourne en junio de 1937. John y Sydney Reed compraron una obra de esta exposición.
En agosto de 1937, se embarcó hacia Panamá y luego viajó a la ciudad de Nueva York. No le gustaba el trabajo de los artistas estadounidenses contemporáneos y navegó hacia Francia. En 1938 se estableció en París aprovechando los contactos de Atyeo dentro de la vanguardia. Estudió en la Académie Colarossi, la Académie de la Grande Chaumière y con André Lhote.
En 1939, ella y Atyeo establecieron una casa en una granja en Vence, Francia. Posteriormente, Atyeo aceptó un encargo en Dominica, Indias Occidentales, y dejó a Dyring en Vence. Al estallar la guerra, fue evacuada de regreso a Australia a través de Sudáfrica, donde pintó y trató de estudiar arte tribal.
Desde Australia, viajó a Dominica, donde se casó con Atyeo. A Atyeo le ofrecieron trabajo en los Estados Unidos y Dyring lo siguió allí. No eran felices y tampoco lo era pintar. En 1946 Dyring volvió sola a París y se divorciaron en 1950. En París, instaló un apartamento donde dio la bienvenida a los australianos y se hizo amiga de varios artistas australianos visitantes. El apartamento se hizo conocido en Chez Moya.
En 1961 curó la presentación australiana a la Bienal de París. Regresó a Australia cinco veces (hasta 1963) y expuso en varias ciudades en cada visita.
Permaneció en contacto con los Reed hasta su muerte por cáncer en 1967 en Wimbledon, Londres. Después de su muerte, sus amigos adquirieron un estudio en la Cite International des arts en París, y la Galería de Arte de Nueva Gales del Sur otorga arrendamientos de dos meses a los artistas cada año.

## Obras
Produjo dibujos, pinturas al óleo y pasteles.
Una de sus primeras obras (de estilo cubista), Melanctha, de 1934, fue adquirida por Sunday Reed. En 1934, también pintó el Retrato de Sunday Reed, que pasó a formar parte de la colección de Reed, junto con un Retrato de mujer de estilo cubista del mismo año.
Si bien sus primeras obras fueron figurativas o cubistas, en Francia recurrió al paisaje mientras viajaba por varias ciudades de Francia. En sus últimos años, incapaz de viajar libremente, pintó niños con el telón de fondo de París.
Con el paso del tiempo, se pasó por alto en gran medida y no se incluyó en las principales exposiciones de artistas, especialmente mujeres artistas, de las décadas de los años 1930, 1940 y 1950. En 2002, en la Universidad de Melbourne, Gaynor Patricia Cuthbert profundizó en su vida y obra para una tesis doctoral, lo que ayudó a llamar la atención sobre su trabajo.

## Colecciones
El Museo Heide de Arte Moderno tiene muchas pinturas y dibujos, algunos adquiridos a través de la colección de John y Sydney Reed.
La Galería Nacional de Australia, en Canberra, incluye un dibujo.
La Galería de Arte de Nueva Gales del Sur tiene múltiples obras.

## Tributo
Dyring Place en el suburbio de Chisholm en Canberra recibe su nombre en su honor.